# Инвреа, Франческо
Франческо Инвреа (итал. Francesco Invrea; Генуя, 1641 — Генуя, 1723) — дож Генуэзской республики.

## Биография
Родился в Генуе в 1641 году, сын бывшего дожа Антониотто Инвреа.
В возрасте 25 лет поступил на государственную службу, занимал посты в различных органах власти. Сенатор Республики в 1681 году. В период вооруженного конфликта Генуи с Францией служил прокурором. После войны вместе с Джузеппе Делла Ровере председательствовал в комиссии по реконструкции и ремонту поврежденного бомбардировкой Дворца Дожей.
Был избран дожем 9 сентября 1691 года, в возрасте 50 лет, 132-м в истории Генуи, став одновременно королём Корсики. Его правление характеризовалось спокойствием во внутренних делах и сложными дипломатическими маневрами во внешней политике, в частности, в вопросе о маркизате Финале: он находился под властью Испании, но на его территории находились владения генуэзской знати. Испанцы также пытались конфисковать имущество генуэзской больницы Памматоне в Испании. Наконец, новая тревога возникла в Западной Лигурии, где герцогство Савойское предъявило свои претензии на округ Балестрино.
Во время мандата Инвреа умер (1694) архиепископ Генуи Джулио Винченцо Джентиле, который, в отличие от его своенравного предшественника Джамбаттисты Спинола, стремился к взаимовыгодному сотрудничеству с властями Республики.
Его мандат завершился 9 сентября 1695 года,  после чего был назначен пожизненным прокурором и удалился от дел. Умер в Генуе в 1723 году, был похоронен в базилике Сантиссима-Аннунциата-дель-Васто.